# 1010
Початок Високого Середньовіччя •  Епоха вікінгів •  Золота доба ісламу •  Реконкіста •  Київська Русь

## Геополітична ситуація
Візантію очолює Василій II Болгаробійця. Генріх II є імператором Священної Римської імперії.
Королем Західного Франкського королівства є, принаймні формально, Роберт II Побожний.
Апеннінський півострів розділений між численними державами: північ належить Священній Римській імперії, середню частину займає Папська область, на південь від Римської області лежать невеликі незалежні герцогства, півдненна частина півострова належать Візантії. Південь Піренейського півострова займає Кордовський халіфат, в якому розпочалася внутрішня міжусобиця. Північну частину півострова займають християнські королівство Леон (Астурія, Галісія), де править Альфонсо V, Наварра (Арагон, Кастилія) та Барселона.
Королівство Англія очолює Етельред Нерозумний.
У Київській Русі триває правління Володимира. У Польщі править Болеслав I Хоробрий. Перше Болгарське царство частково захоплене Візантією, в іншій частині править цар Самуїл. У Хорватії триває правління Крешиміра III та Гойслава. Королівство Угорщина очолює Стефан I.
Аббасидський халіфат очолює аль-Кадір, в Єгипті владу утримують Фатіміди, в Середній Азії — Караханіди, у Хорасані — Газневіди. У Китаї продовжується правління династії Сун. Значними державами Індії є Пала, Пратіхара, Чола. В Японії триває період Хей'ан.

## Події

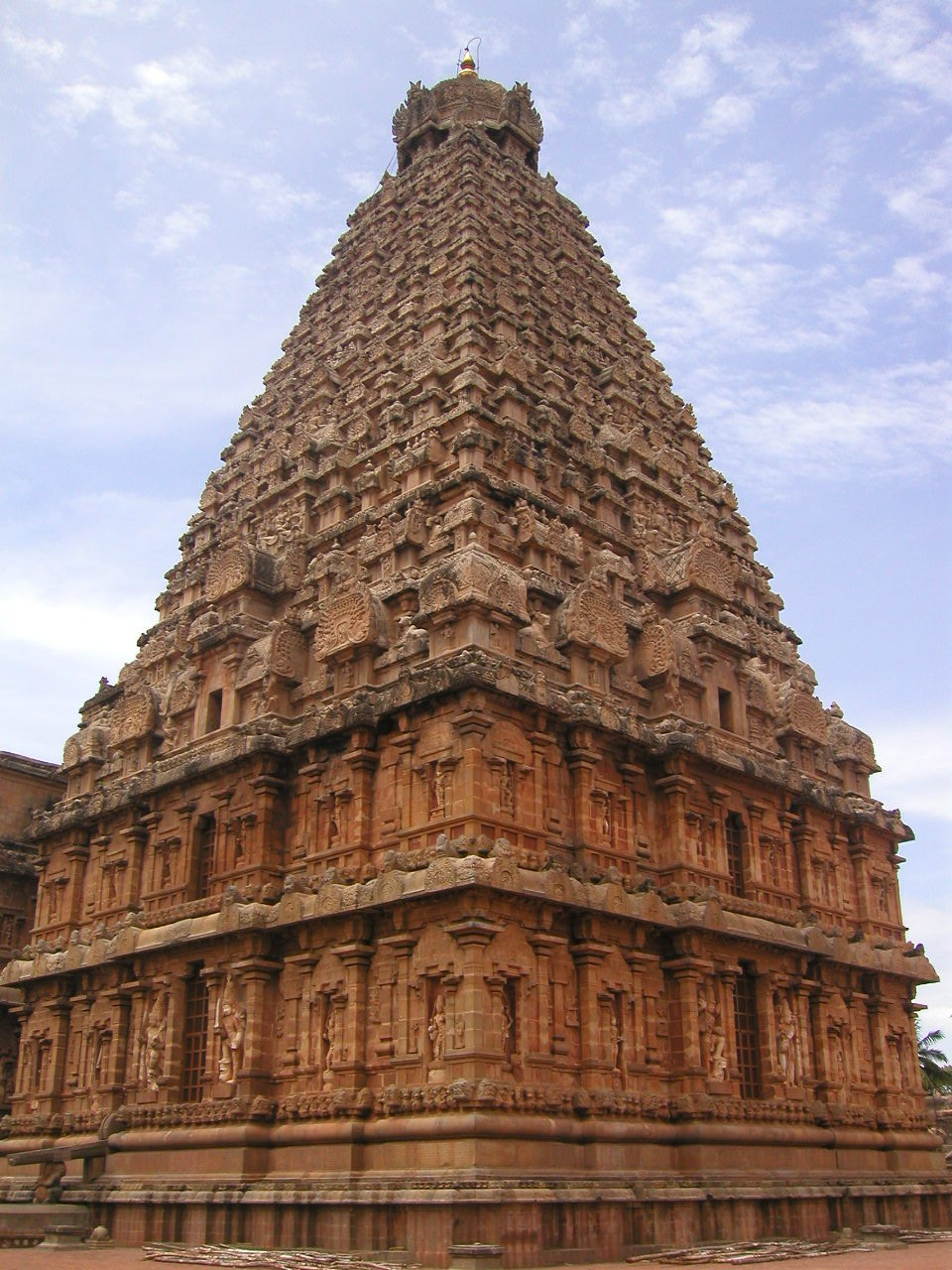
Храм Брахідеешварар.

- Засновано місто Ярославль, назване на честь Ярослава, сина київського князя Володимира.
- Мухаммад II, заручившись підтримкою Барселони, здобув титул кордовського халіфа, але пізніше був убитий слов'янським полководцем. Титул халіфа повернувся до Хішама II.
- Дани завдали поразки англійським військам під Норфолком і захопили контроль над Східною Англією.
- Фірдоусі завершив написання «Шах-наме».
- Війська киданської держави Ляо розграбували корейську столицю Кесон.
- Засновано місто Ханой.
- Складено атлас Китаю із 1556 розділів.
- Завершилося будівництво храму Брахідеешварар.